# Le Bouffon Calabacillas (Vélasquez, Cleveland)
Pour les articles homonymes, voir Le Bouffon Calabacillas.
Le Bouffon Calabacillas ou Le Bouffon aux calebasses du musée d’Art de Cleveland (Ohio, États-Unis) est une huile sur toile attribuée à Vélasquez.

## Histoire
Le cadre provient probablement du Palais du Buen Retiro, d'où il dut sortir à l’occasion de la colonisation française par Napoléon en 1808. Il fut présenté en 1866 lors de l’Exposition rétrospective de Paris. Il était alors la propriété du Duc de Persigny. Après différents changements de propriétaires, il est vendu aux enchères par Christie's à Londres pour 170 000 guinées en 1965. Il intègre le musée de Cleveland cette même année.

## Débat sur son authenticité
Attribué à Velázquez pour des raisons stylistiques, José López-Rey indique des ressemblances dans les traitements du visage, nerveux et concis, avec le dieu du Bacchus. Cette toile est datée de 1628-1629 clairement antérieure au premier voyage du peintre en Italie en août 1629. En parallèle, López-Rey défendit l’identification de ce portrait avec celui qui est mentionné dans l’inventaire du Palais du Buen Retiro de 1701, avec cinq « autres portraits [de nains] de même dimension et qualité que Cabaçillas, avec Vn portrait à la main et Vn Billet dans l'autre ».
Le problème est que le bouffon de Cleveland ne porte pas dans sa main un « billet » ou carte, mais un petit moulin et un portrait. Selon López-Rey ce pourrait être le résultat d’une erreur de transcription par le copiste. L’inventaire de 1789 dans le même palais, au numéro 178, note un « portrait de Velasquillo le bouffon, et l’inventaire ancien dit être de Calavacillas avec un portrait à la main et un moulin à vent. »
D’après Julián Gállego, le moulin ne serait pas un petit moulin en papier mais une petite flèche ou une banderille ; mais lors de sa visite au Palais du Buen Retiro, Antonio Ponz, malgré quelques doutes sur l’attribution à Velázquez, fit allusion au petit moulin. C’était l’unique toile de bouffon conservée là bas et dont il offre une description. Elle était dans une petite pièce qui servait d’antichambre se trouvait, avec d’autres toiles, « le bouffon heureux avec un moulin de papier et quelque chose d’autre, sont du goût de Velázquez »
L’attribution à Velázquez et l’identification de la toile avec celle du Palais du Buen Retiro a été discutée par Elizabeth du Gué Trapier, Leo Steinberg – qui attribue la toile à Alonzo Cano— et Jonathan Brown, entre autres. Ils signalent des différences entre les dimensions  indiquées dans les anciens inventaires – deux aunes et demi de haut, un peu plus de deux mètres – et le décolleté de la dame peinte sur le portrait de poche que tient le bouffon et correspondrait au règne de Charles II d'Espagne. Une tentative d’explication, comme un ajout postérieur, a été démentie par les études du musée.  De même le bouffon « Calabacillas » n’entra qu service de Philippe IV d'Espagne qu’en 1632, ce qui, ajouté aux dates de construction du Palais du Buen Retiro, aurait empêché que la toile soit peinte aux dates proposées, avant le premier voyage de Velázquez en Italie, comme le suggèrent les coups de pinceaux homogènes employés par le peintre. Mais il faut tenir compte que la surface de cette toile fut balayée lors d’une ancienne opération d’étirement et il est possible que le personnage peint fut le bouffon Velasquillo comme indiqué dans l’inventaire de 1789. Selon des documents de 1637 sur du personnel de service de la cour, ce pourrait être un bouffon nommé Cristóbal Velázquez. Dernièrement, Jonathan Brown réitéra son refus d’attribuer la toile à Vélasquez pour des raisons stylistiques, l’architecture « un peu amorphe », les coups de pinceaux uniformes et l’exécution pesante de certaines parties de la toile telle que la main droite qui supporte le petit portrait.

## Description
Le personnage est peint en entier, vêtu de velours noir. C'est un nain au strabisme marqué et aux jambes instables. Il porte à main droite un moulin de papier, symbole de folie pour Cesare Ripa, et sourit bêtement au spectateur. Il porte à main droite un petit portrait de femme dans un cadre ovale. La toile semble être faite à l’intérieur du palais, devant une plinthe sur laquelle est construit, à gauche, un pilier. Le seul mobilier est une chaise de paille et un siège de cuir.
C’est l’une des trois toiles de Vélasquez représentant le bouffon Juan Calebasse (dit, Calabacillas ou Le bigleux). La seconde serait Le Bouffon Calabacillas  même si la différence d’âge a été invoquée pour suggérer qu’il s’agissait de personnes différentes. Un document sur un troisième portrait perdu où était peint  «calebasses avec un turban » (dans l’inventaire de 1642 et 1655 de la collection de Diego Messía, marquis de Leganés.
Des informations sur Juan Calebasses existent. Il fit partie à partir de 1630 du service de Ferdinand d'Autriche puis à partir de 1632, de celui du roi. Il jouissait d’une excellente réputation et d’une rémunération en conséquence, avec de plus à son service, une charrette, une mule et des bêtes de somme.